# Dalibor Đurđević

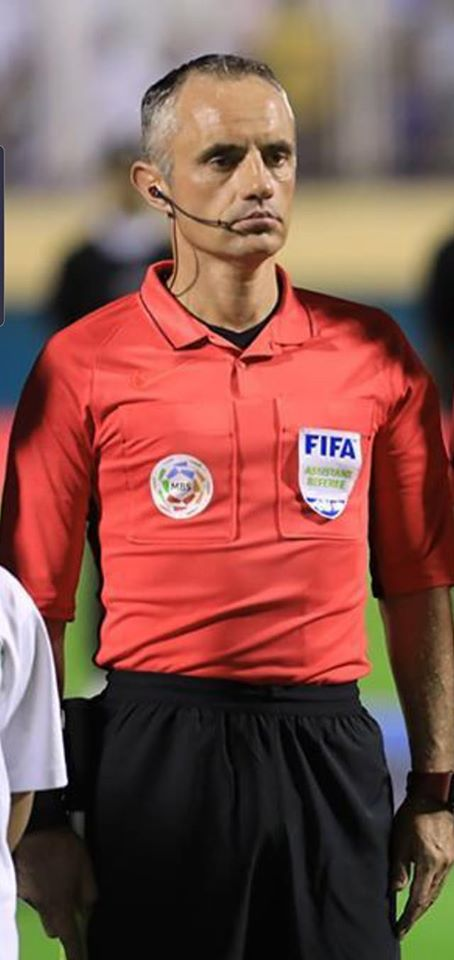
Dalibor Đurđević, 2019

 Dalibor Đurđević (serbisch-kyrillisch Далибор Ђурђевић; * 25. März 1973 in Kruševac, SFR Jugoslawien) ist ein ehemaliger serbischer Fußballschiedsrichterassistent.
Am 15. Januar 2014 wurde Đurđević zusammen mit Milorad Mažić und Milovan Ristić als eines von 25 Schiedsrichtergespannen für die Fußball-Weltmeisterschaft 2014 in Brasilien benannt. Internationaler Schiedsrichter ist er seit 2011. Dasselbe Team hat auch zwei Spiele bei der Fußball-Europameisterschaft 2016 in Frankreich geleitet und war beim FIFA-Konföderationen-Pokal 2017 in Russland im Einsatz.

## Einsätze bei der Weltmeisterschaft 2014
| Phase        | Datum         | Spielort          | Heimmannschaft | Gastmannschaft | Ergebnis  |
| ------------ | ------------- | ----------------- | -------------- | -------------- | --------- |
| Gruppenphase | 16. Juni 2014 | Salvador da Bahia | Deutschland    | Portugal       | 4:0 (3:0) |
| Gruppenphase | 21. Juni 2014 | Belo Horizonte    | Argentinien    | Iran           | 1:0 (0:0) |

## Einsätze bei der Europameisterschaft 2016
| Phase        | Datum         | Spielort | Heimmannschaft | Gastmannschaft | Ergebnis  |
| ------------ | ------------- | -------- | -------------- | -------------- | --------- |
| Gruppenphase | 13. Juni 2016 | Toulouse | Irland         | Schweden       | 1:1 (0:0) |
| Gruppenphase | 17. Juni 2016 | Nizza    | Spanien        | Türkei         | 3:0 (2:0) |
| Achtelfinale | 26. Juni 2016 | Toulouse | Ungarn         | Belgien        | 0:4 (0:1) |

## FIFA-Konföderationen-Pokal 2017
| Phase        | Datum         | Spielort         | Heimmannschaft | Gastmannschaft | Ergebnis  |
| ------------ | ------------- | ---------------- | -------------- | -------------- | --------- |
| Gruppenphase | 22. Juni 2017 | Sankt Petersburg | Kamerun        | Australien     | 1:1 (1:0) |
| Finale       | 2. Juli 2017  | Sankt Petersburg | Chile          | Deutschland    | 0:1 (0:1) |